# Bielby
Bielby – wieś w Anglii, w hrabstwie East Riding of Yorkshire. Leży 35 km na północny zachód od miasta Hull i 268 km na północ od Londynu. W 2001 miejscowość liczyła 281 mieszkańców.